# Józef Gąsienica Wawrytko
Józef Gąsienica Wawrytko starszy, także Krzeptowski (ur. 11 grudnia 1890 w Zakopanem, zm. 30 stycznia 1971 tamże) – przewodnik tatrzański i ratownik górski.
Uprawnienia przewodnika III klasy otrzymał w 1911 klasy I – w 1927 r. Przed I wojną światową prowadził po Tatrach Ludomira Sawickiego i pomagał mu przy mierzeniu stawów. Po zakończeniu II wojny światowej należał do zarządu Koła Przewodników Tatrzańskich w Zakopanem, w latach 1953–1955 był jego prezesem. Przez lata należał do najbardziej aktywnych i rozpoznawanych przewodników.
Uczestniczył wraz z ojcem, Jakubem Gąsienicą Wawrytką już w pierwszej tatrzańskiej wyprawie ratunkowej po Mieczysława Karłowicza w 1909 r., później m.in. po Stanisława Szulakiewicza na północnej ścianie Małego Jaworowego Szczytu w 1910 r. Choć należał do najaktywniejszych ratowników dwudziestolecia międzywojennego, formalnie członkiem Tatrzańskiego Ochotniczego Pogotowia Ratunkowego został dopiero w 1930 r.
Miał trzy siostry i sześciu braci, którymi byli: Jan (zm. przed 1914 r.), Stanisław (1897–1973), Andrzej/Jędrzej (1900–1971), Wojciech (1903–1965), Jakub (1908–1987) i Michał (zm. w czasie I wojny światowej). Wszyscy nazywani byli Wawrytkami. Przed I wojną światową używali także nazwiska Krzeptowski, zrezygnowali z tego po II wojnie światowej i wrócili do nazwiska Gąsienica(-Wawrytko). Synem Józefa Gąsienicy Wawrytki był Józef młodszy (1928−2012).
Spoczywa na Nowym Cmentarzu w Zakopanem (kwatera M1-6-4).

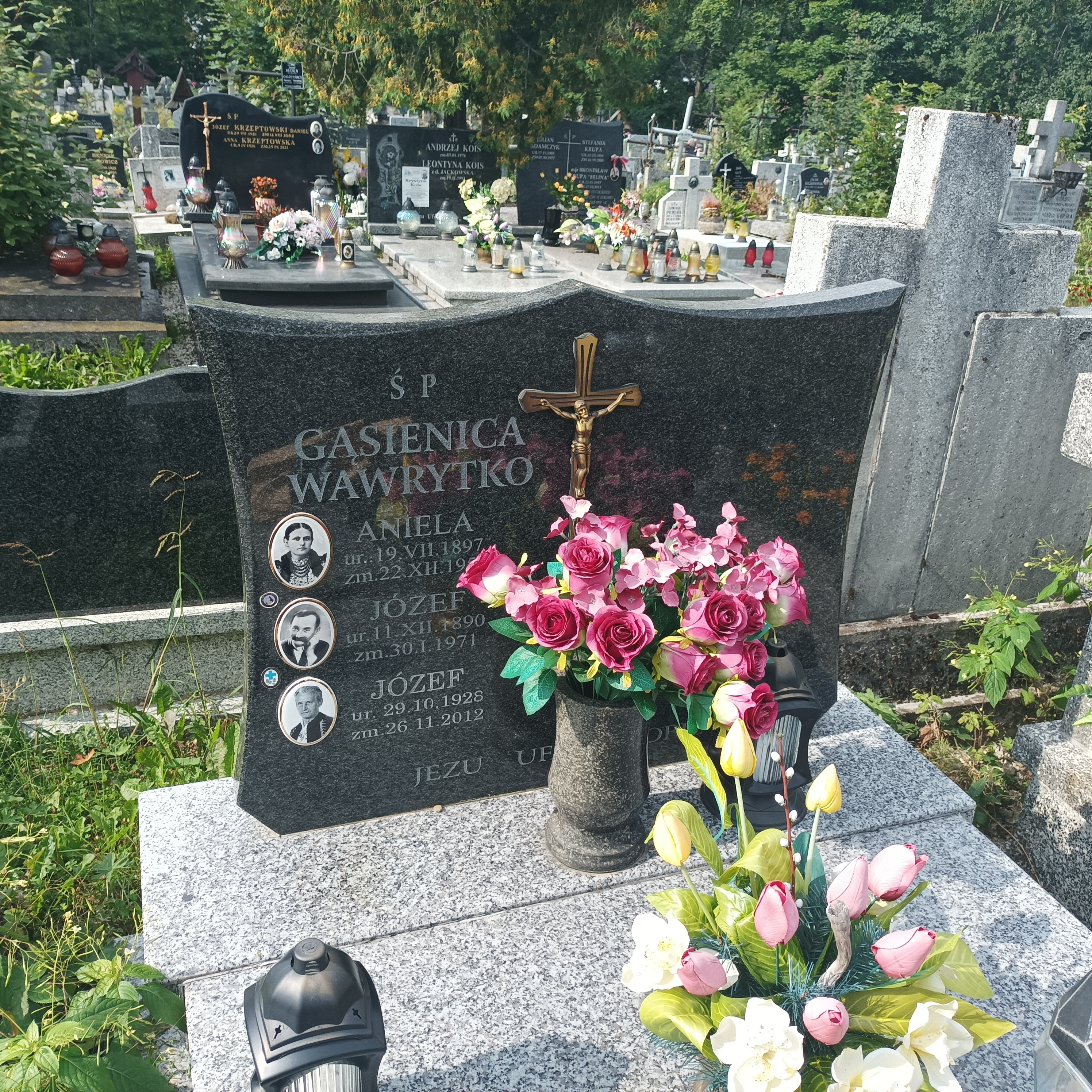
Grób Józefa Gąsienicy Wawrytki na Nowym Cmentarzu w Zakopanem